# Matkevičius
Matkevičius ist ein litauischer männlicher Familienname, abgeleitet von Matkus.

## Weibliche Formen
- Matkevičiūtė (ledig)
- Matkevičienė (verheiratet)

## Namensträger
- Gintaras Matkevičius, Gerichtsvollzieher
- Visvaldas Matkevičius (* 1963), Politiker, Bürgermeister von Panevėžys
- Vilmantas Matkevičius (* 1960), litauischer Basketballtrainer und -spieler